# 長子戰鬥 (抗日戰爭)
長子戰鬥發生於1939年12月13日－1月5日，地點則是在中國晉東一帶。是抗日戰爭主要戰鬥之一，交戰一方為中華民國國民革命軍，另一方則為日軍。